# NCsoft Corporation
La NCsoft Corporation o più semplicemente NCsoft è una compagnia sudcoreana produttrice di videogiochi MMORPG.

## Titoli
| Titolo                            | Anno                      | Sviluppatore            | Genere                       | Note                                                   |
| --------------------------------- | ------------------------- | ----------------------- | ---------------------------- | ------------------------------------------------------ |
| Aion                              | 2009                      | NCsoft (Team Aion)      | MMO                          |                                                        |
| Auto Assault                      | 2006                      | NetDevil                | MMO                          | chiuso (31 agosto 2007)                                |
| Battle Crush                      | 2024                      | NCsoft                  | Azione, picchiaduro          |                                                        |
| Blade & Soul                      | 2012                      | NCsoft (Team Bloodlust) | MMO                          | Disponibile in occidente                               |
| Blade & Soul 2                    | 2021                      | NCsoft (Team Bloodlust) | MMORPG                       |                                                        |
| City of Heroes / City of Villains | 2004                      | Cryptic Studios         | MMO                          |                                                        |
| Dragonica                         | Barunson Interactive      | MMO                     | Disponibile solo in Corea    |                                                        |
| Dungeon Runners                   | 2007                      | NCsoft                  | MMO                          | chiuso (1º gennaio 2010)                               |
| Exteel                            | 2007                      | NCsoft (E & G Studios)  | TPS                          | chiuso (1º settembre 2010)                             |
| FUSER                             | 2020                      | Harmonix                | Ritmico                      | Chiuso il 19 dicembre 2022                             |
| Guild Wars                        | 2005                      | NCsoft (ArenaNet)       | MMORPG                       |                                                        |
| Guild Wars 2                      | 2012                      | ArenaNet                | MMORPG                       |                                                        |
| Jan Ryu Mon                       | NCsoft Japan              | Mahjong                 | Disponibile solo in Giappone |                                                        |
| Lineage                           | 1998                      | NCsoft                  | MMO                          |                                                        |
| Lineage II                        | 2003                      | NCsoft                  | MMO                          |                                                        |
| Lineage W                         | 2021                      | NCSoft                  | MMORPG                       |                                                        |
| Love Beat                         | 2016                      | CrazyDiamond            | Gioco musicale               | Disponibile solo in Corea                              |
| Lineage Red Knight                | 2016                      | NCsoft                  | RPG                          |                                                        |
| Lineage M                         | 2017                      | NCsoft                  | MMORPG                       |                                                        |
| Master X Master                   | 2017                      | NCSoft (Studio MXM)     | MOBA                         | chiuso (31 gennaio 2018)                               |
| Murim Jekook                      | Longtu Network Technology | Gioco di strategia      | Disponibile solo in Corea    |                                                        |
| Point Blank                       | 2008                      | Zepetto                 | FPS                          | Disponibile solo in Corea                              |
| Pro Baseball H3ǃ                  | 2021                      | NTREEV (Baseball Team)  | Sport                        |                                                        |
| Punch Monster                     | Next Play                 | MMO                     | Disponibile solo in Corea    |                                                        |
| Shin Jan Ryu Mon                  | 2013                      | NCSoft Japan            | Mahjong                      |                                                        |
| Tabula Rasa                       | 2007                      | Destination Games       | MMO                          | chiuso (28 febbraio 2009)                              |
| Throne and Liberty                | 2024                      | NCsoft (TL Heroes)      | MMORPG                       | Distribuito in Occidente e in Giappone da Amazon Games |
| Trickster M                       | 2021                      | NTREEV (Trickster Team) | MMORPG                       |                                                        |
| Wildstar                          | 2014                      | NCsoft                  | MMO                          |                                                        |
| Project M                         | TBA                       | NCsoft                  | Avventura grafica            |                                                        |
| Project LLL                       | TBA                       | NCsoft                  | MMO                          |                                                        |